# Kvant
Kvant je v fiziki najmanjša nedeljiva količina katerekoli fizikalne količine, ki lahko sodeluje v neki interakciji. Pojem kvant se najpogosteje uporablja v posebni veji    fizike, ki jo imenujemo kvantna mehanika.   V kvantni mehaniki lahko fizikalne količine vsebujejo samo določene vrednosti. Temu  pravimo, da je količina kvantizirana, vrednosti pa pravimo kvant. Vrednost količine se lahko spremeni samo za celi mnogokratnik kvanta oziroma lahko zavzame samo diskretne (nezvezne) vrednosti. To je povezano s pojmom kvantnega števila.
Zelo pogosto se posamezni kvanti obnašajo kot delci. Nekaterih količin pa ne moremo obravnavati kot delce (primer vrtilna količina).

## Zgodovina
Pojem kvanta je vpeljal nemški fizik Max Planck (1858–1947) v letu 1900. Ugotovil je, da telesa energijo lahko oddajajo in sprejemajo samo v nezveznih količinah, ki jih je imenoval kvanti. Samo na ta način je lahko pojasnil sevanje črnega telesa. O svojih ugotovitvah je poročal 14. decembra 1900 Nemškemu fizikalnemu društvu in je s tem prvič uvedel kvantizacijo. Pred tem so domnevali elektromagnetno valovanje za zvezen pojav. 

## Primeri kvantov
- foton je kvant elektromagnetnega polja
- fonon je kvant mehanskega nihanja v trdni snovi
- gluon je kvant močne jedrske sile
- graviton bi bil kvant težnostne sile (gravitacije)